# Olympia Kyklos
Olympia Kyklos (オリンピア・キュクロス Orinpia Kyukurosu?) es un manga cómico escrito e ilustrado por Mari Yamazaki. Ha sido serializado en la revista Grand Jump de Shūeisha desde 20 de marzo de 2018 a 20 de julio de 2022 y recopilado en siete volúmenes tankōbon. Una adaptación a serie de anime titulada Bessatsu Olympia Kyklos se emitió del 20 de abril de 2020 al 2 de noviembre del mismo año.

## Historia
Yamazaki fue consultado por el editor de Shueisha, quien lo conocía por su obra Thermae Romae, para hacer un trabajo sobre los Juegos Olímpicos. En una entrevista Yamazaki dijo que desde hace tiempo tenía la pregunta sobre "¿qué piensan los antiguos griegos de ver los Juegos Olímpicos actuales?", y "por qué la competencia actual se ha convertido en un evento económico importante", además de querer analizar la razón por la cual hay muchas personas a las que les gusta el deporte y tiene tanta cobertura mediática. A través de este trabajo, Yamazaki imagina que el lector podrá adquirir conocimientos sobre los antiguos Juegos Olímpicos antes de los Juegos Olímpicos de Tokio 2020, y pensar en las diferencias con los Juegos Olímpicos modernos.

## Personajes
Demetrios (デメトリオス Demetoriosu?)
 Seiyū: Daisuke Ono
Alcalde (村長 Sonchō?)
 Seiyū: Jin Katagiri
Profesor Iwatani (巌谷教授 Iwatani Kyōju?)
 Seiyū: Takashi Satō

## Medios

### Manga
| N.º | Fecha de lanzamiento     | ISBN original          |
| --- | ------------------------ | ---------------------- |
| 1   | 19 de julio de 2018      | ISBN 978-4-08-891079-6 |
| 2   | 19 de diciembre de 2018  | ISBN 978-4-08-891159-5 |
| 3   | 19 de julio de 2019      | ISBN 978-4-08-891330-8 |
| 4   | 19 de febrero de 2020    | ISBN 978-4-08-891521-0 |
| 5   | 19 de abril de 2021      | ISBN 978-4-08-891606-4 |
| 6   | 18 de agosto de 2021     | ISBN 978-4-08-892040-5 |
| 7   | 16 de septiembre de 2022 | ISBN 978-4-08-892258-4 |

### Anime
La adaptación a serie de anime fue anunciada en la edición #11 de la revista Weekly Shōnen Jump el 10 de febrero de 2020. La serie de cortos animados con arcilla, titulada Bessatsu Olympia Kyklos (別冊オリンピア・キュクロス Bessatsu Orinpia Kyukurosu?), es dirigida por Ryō Fujii, con guiones de Fujii, Atsushi Tsuboi y Takeshi Takemura. Se emitió del 20 de abril de 2020 al 2 de noviembre del mismo año en Tokyo MX.
| #  | Título                                                                        | Estreno                  |
| -- | ----------------------------------------------------------------------------- | ------------------------ |
| 1  | «Eres heleno» «Kimi wa Herenesu» (君はヘレネス)                               | 20 de abril de 2020      |
| 2  | «En pelotas» «ZE.N.RA» (ZE.N.RA)                                              | 27 de abril de 2020      |
| 3  | «El Eso del hombre» «Otoko no arētē» (男のアレーテー)                         | 4 de mayo de 2020        |
| 4  | «Siempre empieza con Zeus» «Hajimari wa itsumo Zeusu» (始まりはいつもゼウス)  | 11 de mayo de 2020       |
| 5  | «El mar Egeo de las lágrimas» «Namida no Ēge-kai» (涙のエーゲ海)              | 22 de junio de 2020      |
| 6  | «Simposio esta noche» «Konya wa shinpojion» (今夜はシンポジオン)              | 29 de junio de 2020      |
| 7  | «Dulce Olympia» «Suīto Orinpia» (スイート・オリンピア)                        | 6 de julio de 2020       |
| 8  | «Verano eterno» «Endoresu Samā» (エンドレスサマー)                            | 13 de julio de 2020      |
| 9  | «¡Construye un tropaion!» «Tatero! Toropaion» (立てろ！トロパイオン)          | 20 de julio de 2020      |
| 10 | «Los espartanos dan miedo» «Suparuta jin kowai» (スパルタ人こわい)            | 27 de julio de 2020      |
| 11 | «Otro país, otra cara» «Kokugai de wa betsu no kao» (国外では別の顔)          | 3 de agosto de 2020      |
| 12 | «Adiós, Esparta» «Sayōnara Suparuta» (さよならスパルタ)                       | 10 de agosto de 2020     |
| 13 | «Discriminación contra la mujer» (LADY discrimination)                        | 17 de agosto de 2020     |
| 14 | «¿Cuál es tu tlón?» «Kimi wa nan suron» (君は何スロン)                        | 24 de agosto de 2020     |
| 15 | «Mercado de los sueños» «Yume no mātto» (夢のマーット)                        | 31 de agosto de 2020     |
| 16 | «Cheater» «Zurui hito» (ずるい皇帝 [ひと])                                    | 7 de septiembre de 2020  |
| 17 | «Tu pessoi» «Kimi no pessoi» (君のぺッソイ)                                   | 14 de septiembre de 2020 |
| 18 | «La comida del filósofo» «Tetsugakumono no shokutaku» (哲学者の食卓)          | 21 de septiembre de 2020 |
| 19 | «¡Herma! ¡Herma! ¡Herma!» «Heruma! Heruma! Heruma!» (ヘルマ! ヘルマ! ヘルマ!) | 28 de septiembre de 2020 |
| 20 | «Burning fire» (BURNING FIRE)                                                 | 5 de octubre de 2020     |
| 21 | «Aldeano A» «Murabito A» (村人A)                                              | 12 de octubre de 2020    |
| 22 | «Tu mentira piadosa» «Kimi no shiroi uso» (君の白い嘘)                        | 19 de octubre de 2020    |
| 23 | «Cuando decimos adiós» «Sayonara no ori ni» (サヨナラの折に)                  | 26 de octubre de 2020    |
| 24 | «Las Tolimpiadas» «Torinpikku» (トリンピック)                                 | 2 de noviembre de 2020   |